# Patrouillenbootstaffel
Die Patrouillenbootstaffel war eine bis 2006 bestehende Einheit des österreichischen Bundesheeres, die zuletzt aus den beiden Patrouillenbooten (PatBo) Niederösterreich und Oberst Brecht bestand und auf der Donau eingesetzt wurde.

## Auftrag
Die Aufgaben der Patrouillenbootstaffel, die ein Teil der Pioniertruppenschule war, bestanden während des Kalten Krieges hauptsächlich in der Unterstützung der See- und Strompolizei bei der Kontrolle von Schiffen die aus dem Ostblock kamen. Diese Kontrollen wurden vor allem während Manövern des Heeres durchgeführt, um Abhöraktionen zu unterbinden. 
Die Hauptaufgaben der Patrouillenbootstaffel waren:
- Gewährleistung der militärischen Präsenz auf der Donau
- Sicherung und Überwachung in Krisenzeiten wie politischen Spannungszuständen in Nachbar- oder Anrainerstaaten der Donau
- Die Interessen der Republik Österreich notfalls unter Anwendung von Waffengewalt durchsetzen
- Übernahme von schifffahrtspolizeilichen Aufgaben in Assistenz mit anderen Behörden wie Schifffahrtspolizei, Exekutive und Zoll, einschließlich des Einsatzes bei Katastrophen.

## Boote

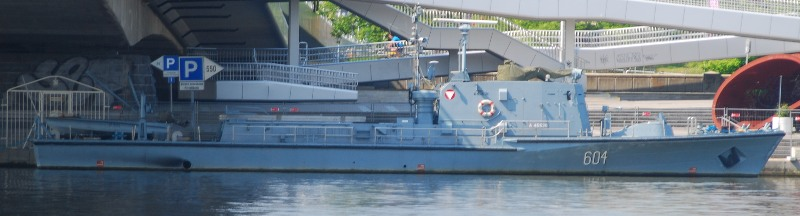
Die Niederösterreich an ihrer Anlegestelle bei der Reichsbrücke.

Die Patrouillenbootstaffel bestand bis zuletzt aus den beiden Booten Niederösterreich und Oberst Brecht, wobei beide als Patrouillen- und Schubboote beziehungsweise die Niederösterreich auch als Kanonenboot eingesetzt waren. Die Oberst Brecht als das kleinere der beiden Boote war bereits 1958 in Dienst gestellt worden und wurde von 2002 bis 2003 noch einmal generalüberholt. Die Niederösterreich trat ihren Dienst 1970 an und war das letzte in Betrieb genommene Patrouillenboot des Bundesheeres.

## Besatzung

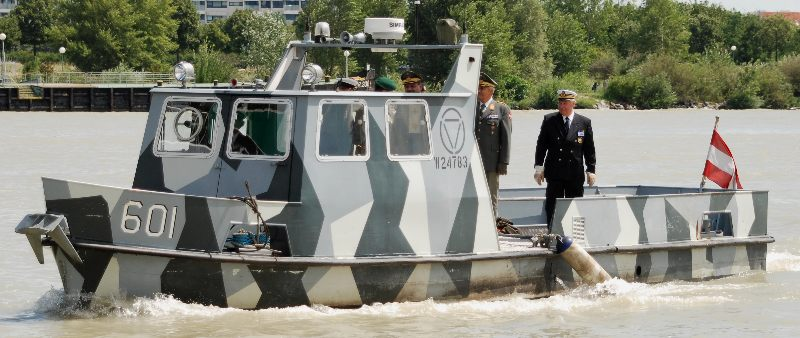
Die Oberst Brecht anlässlich der Marinefeier aus Anlass der Seeschlacht von Lissa.

Zur Besatzung der beiden Patrouillenboote gehörten zuletzt:
- 1 Offizier
- 3 Unteroffiziere
- 2 Unteroffiziere (in Zweitfunktion)
- 2 Chargen
- 7 Grundwehrdiener

Davon waren acht Soldaten für den Dienst auf der Niederösterreich und vier für die Oberst Brecht eingeteilt. 

„Im Kader der Staffel ist ausschließlich junges, voll ausgebildetes und professionelles Personal eingeteilt. Die massiven Einschränkungen im Zuge der Neuorganisation mit 01 04 2003 [Anm.: gemeint ist der 1. April 2003] (Wegfall eines O und eines UO-Arbeitsplatzes sowie Umwandlung zweier UO-Arbeitsplätze in Zweitfunktionsarbeitsplätze) können durch ausgebildetes Personal aus anderen Bereichen der PiTS im Einsatzfall ergänzt bzw. abgefangen werden und befähigen die Staffel auch über längere Zeiträume in Form eines Schichteinsatzes wirksam zu sein.“

### Ausbildung
Die Besatzung wurde neben der Allgemeinen Basisausbildung  einerseits im nautischen Bereich, andererseits in Technischen Belangen geschult. Die Grundausbildung der Rekruten umfasste dabei:
- Wasserfahr-Grundausbildung
- Allgemeine nautische Ausbildung
- Spezielle nautische Ausbildung (Rollenplan)
- Spezielle technische Ausbildung für Betrieb und Wartung
- Ausbildung an den Bordwaffen einschließlich Scharfschießen am Schießplatz Inzell in der Schlögener Schlinge
- „Boarding“-Ausbildung (Anborden, Aufbringen und Entern von Wasserfahrzeugen)
- spezielle Ausbildung in Brandbekämpfung

Die Ausbildung für die Unteroffiziere umfasste:
- Heeresführerschein Kl. II (III) für M-Boote
- Einschulung am PatBo (PatBo „Niederösterreich“: ca. 1 Jahr, PatBo „Oberst Brecht“: ca. 4 Monate)
- UKW-Binnenschiffsfunkzeugnis
- Erwerb der Radarfahrberechtigung
- Erwerb umfangreicher Streckenkenntnisse
- Allgemeine Mech-Ausbildung
- Einschulung auf Schiffsdieselmotore
- Umfangreiches Fachwissen in den Bereichen Elektrotechnik, Elektronik, Pneumatik, Hydraulik, Heizungs- und Sanitärtechnik

## Einrichtungen
Die Patrouillenbootstaffel war bis zu ihrer Auflassung in der Tegetthoff-Marinekaserne in Döbling untergebracht, daneben bestand auch ein Marineschießplatz bei Inzell.

## Auflassung der Staffel
Im Jahr 2006 wurde die Patrouillenbootstaffel im Zuge der Heeresreform 2010 aufgelassen und die Boote dem Heeresgeschichtlichen Museum übergeben. Zuvor war die fix montierte Maschinenkanone der Niederösterreich abmontiert worden. Die Pflege übernimmt der „Österreichische Marineverband“ durch die „Marinekameradschaft Admiral Erzherzog Franz Ferdinand“. Das Heeresgeschichtliches Museum untersteht dem Bundesministerium für Landesverteidigung (BMLV) und die Patrouillenboote wurden formal nicht abgewrackt, sondern nur außer Dienst gestellt. Daher gehören die beiden Boote weiterhin zur Bewaffnung des Bundesheeres. Auch eine Wiederindienststellung ist theoretisch möglich, aus militärischen und budgetären Gründen jedoch unwahrscheinlich. Die Niederösterreich liegt zur Zeit gemeinsam mit der Oberst Brecht in der Schiffswerft Korneuburg und kann dort einmal im Monat besichtigt werden.